# BSS出雲ラジオ中継局
BSS出雲ラジオ中継局（ビーエスエスいずもラジオちゅうけいきょく）は、島根県出雲市にある山陰放送の中波放送中継局である。

## 概要
- 当中継局は、出雲市高松町に置かれ、県東部や中部の広範囲に電波を発射している。
- なお、エリアカバーするBSSテレビおよびFM補完中継局のBSS松江FMの送信施設については松江・米子 テレビ・FM放送所を、NHK松江放送局の中波放送送信所についてはNHK出雲ラジオ放送所をそれぞれ参照の事。

## 中継局概要
| 周波数 （kHz） | 放送局名     | 空中線 電力 | 放送対象地域   | 放送区域 内世帯数 |
| 1431           | BSS 山陰放送 | D1kW        | 島根県・鳥取県 | 不明              |